# Kwok Ka Ming
Kwok Ka Ming, chiń. 郭家明, (ur. 30 października 1949 w Hongkongu) – hongkoński piłkarz, grający na pozycji napastnika, trener piłkarski.

## Kariera piłkarska

### Kariera klubowa
W 1968 rozpoczął karierę piłkarską w Hong Kong Rangers FC, w którym występował do 1980.

### Kariera reprezentacyjna
W 1968 debiutował w narodowej reprezentacji Hongkongu. Pełnił funkcję kapitana drużyny. W ciągu 11 lat rozegrał 47 meczów i strzelił 12 goli.

## Kariera trenerska
Od 1982 do 1990 prowadził reprezentację Hongkongu. W 1997 roku ponownie stał na czele reprezentacji Hongkongu. W latach 2000–2001 trenował Instant-Dict.